# Ель Кукуй

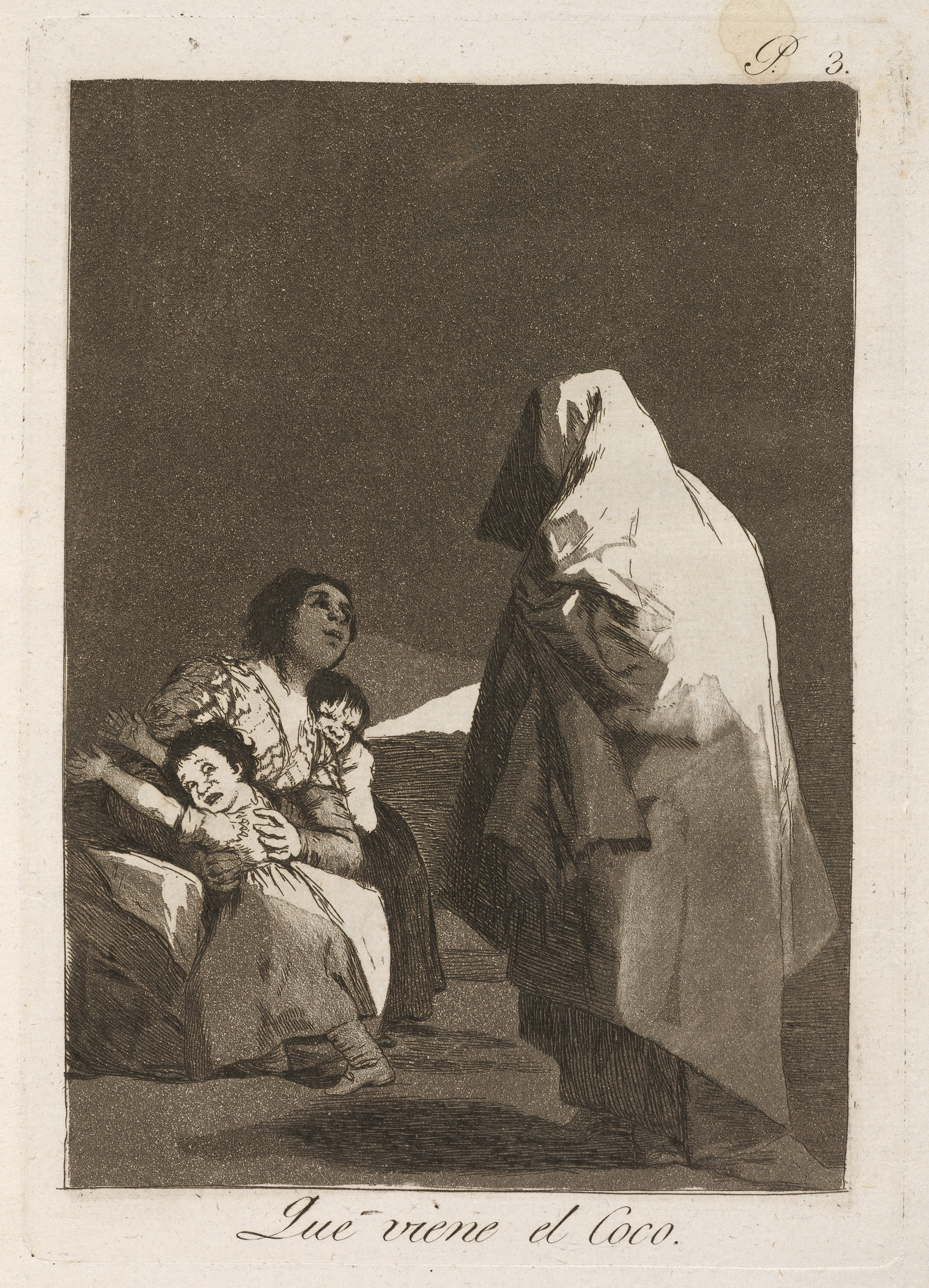
Прихід Ель Кукуя (1799) Автор: Франсіско-Хосе де Гойя

Ель Кукуй (або Куко, Кока, Кука, Коко) — це містичний монстр-привид, еквівалентний Бугімену та Бабаю (слов'янський фольклор). Згадується в розповідях (для дітей) у багатьох латиноамериканських і португаломовних країнах. Коко чоловічої статі, а Кока — жіночої, хоча неможливо відрізнити один вид монстра від іншого, оскільки обидва зовні є однією і тією ж істотою.

## Походження імен
Міф про Ель Кукуя спочатку зародився в Португалії та Іспанії. Саме слово «коко» (ісп. Coco) пішло від португальського Коко (порт. Côco), у якому йдеться про примару з гарбузом замість голови. Слово «коко» використовується в розмовній мові для позначення людської голови португальською та іспанською мовами. Коко також означає «череп». Слово cocuruto португальською мовою означає верхівка і найвище місце. З баскської мови Gogo означає «дух». В Іспанії, crouca означає «голова», з пракельтської мови *krowkā —, з варіантною cróca, або коко або кока означає «голова». Подібно зі словом crogen, що з корнської мови означає «череп», і з бретонським словом krogen ar penn, з тим же значенням — «череп». З ірландської clocan означає «череп».
У іспанській лузітанській міфології, Crouga — це ім'я маловідомого божества, якому підносили дари.
Стародавня португальська метафора «дай комусь кока» (порт. Dar coca a alguém) означає: Задля підкорення хоча б однієї людини, яка буде вас любити, пестити і обіймати, зробіть і використовуйте чарівні зілля та магічні заклинання. Слова «acocado» (тішити зіпсоване дитя) і «acocorar» (потішити і зіпсувати дитя) походять від слова coca (кока).
У багатьох країнах Латинської Америки монстра Кока або Коко частіше називають Ель Кукуєм. На півночі Нью-Мексико і в південній частині Колорадо, де переважає іспаномовне населення, Ель Кукуя називають його церковним іменем «Коко Мен» (Коко Людина). У бразильському фольклорі монстру дали ім'я Кука (від порт. Кока) і зображують його як гуманоїда-алігатора жіночої статі.

## Легенда
В Іспанії та країнах Латинської Америки батьки співають колискову і розповідають страшні історії своїм дітям про Ель Кукуя, щоб лишити дітей поганої поведінки і непослуху. Якщо діти не будуть слухатися своїх батьків і будуть вести себе погано, то Ель Кукуй прийде до них, забере і з'їсть.
Лякає найбільше не те, як виглядає Кукуй, а те, що він може зробити. Він викрадає і з'їдає дітей. Коко може відразу проковтнути дитину, не залишивши й сліду, а може, будучи примарою, вселитися в нього і відвести туди, звідки немає повернення. Кукуй приходить до неслухняних дітей, вилазить на дах і спостерігає за ними. Він — щось протилежне ангелу-хранителю і часто порівнюється з дияволом. Інші уявляють Ель Кукуя як померлу людину.
Найстаріша з відомих колискових про Ель Кукуя з'явилася ще в XVII столітті, але до цих пір зберегла свій первісний зміст:
| Ліві лапки | Duérmete niño, duérmete ya... Que viene el Coco y te comerá. Спи дитя, спи ... Інакше Кукуй прийде і з'їсть тебе | Праві лапки |

В інших колискових назва Кукуй або Коко/Кока може змінюватися. Найчастіше його називають Бугіменом.
Під час португальської та іспанської колонізації Латинської Америки легенда про Ель Кукуя була поширена в таких країнах, як Мексика, Аргентина і Чилі.

## Фізичні уявлення
Загальноприйнятого опису Ель Кукуй не має, тому що в різних країнах його зображують по різному, але все зводиться до того, що на цю істоту дуже страшно дивитися. Його описують як безформну фігуру або як волохатого монстра, котрий ховається в шафах або під ліжками і їсть дітей, які погано поводяться, коли батьки примушують їх лягати спати.

### Міфічні тварини
Кукуя зображували у вигляді жінки-дракона на різних фестивалях в середньовічні часи. У Португалії один з таких фестивалів досі зберігся, і він проводять в Монсані, де Кока бореться з Георгієм Побідоносцем в день Свята Тіла і Крові Христових. Її називають Санта Кокою або хвостатою Кокою. І якщо Кока перемагає, налякавши коня, то буде рік голоду і неврожаю, а якщо переможе Георгій Побідоносець і відріже язика або вухо з сережкою, то буде родючий рік. Як це не дивно, але люди вболівають за Хвостату Коку. В Іспанії є ще два дракони Cocas, один в Бетансосі, інший в Редонделі. Легенда свідчить, що дракон прибув з боку моря і пожирав молодих жінок. Він був убитий в бою, при нападі на місто. В Монсані, за легендою, вона живе в Мінью, а та, що з Редондели, живе в річці Ріа. Дракони мають одне і теж ім'я, яке отримали в португальській та іспанській мові і походить від слова Cog — поширене в середньовічні часи військове судно ког.

### Голови

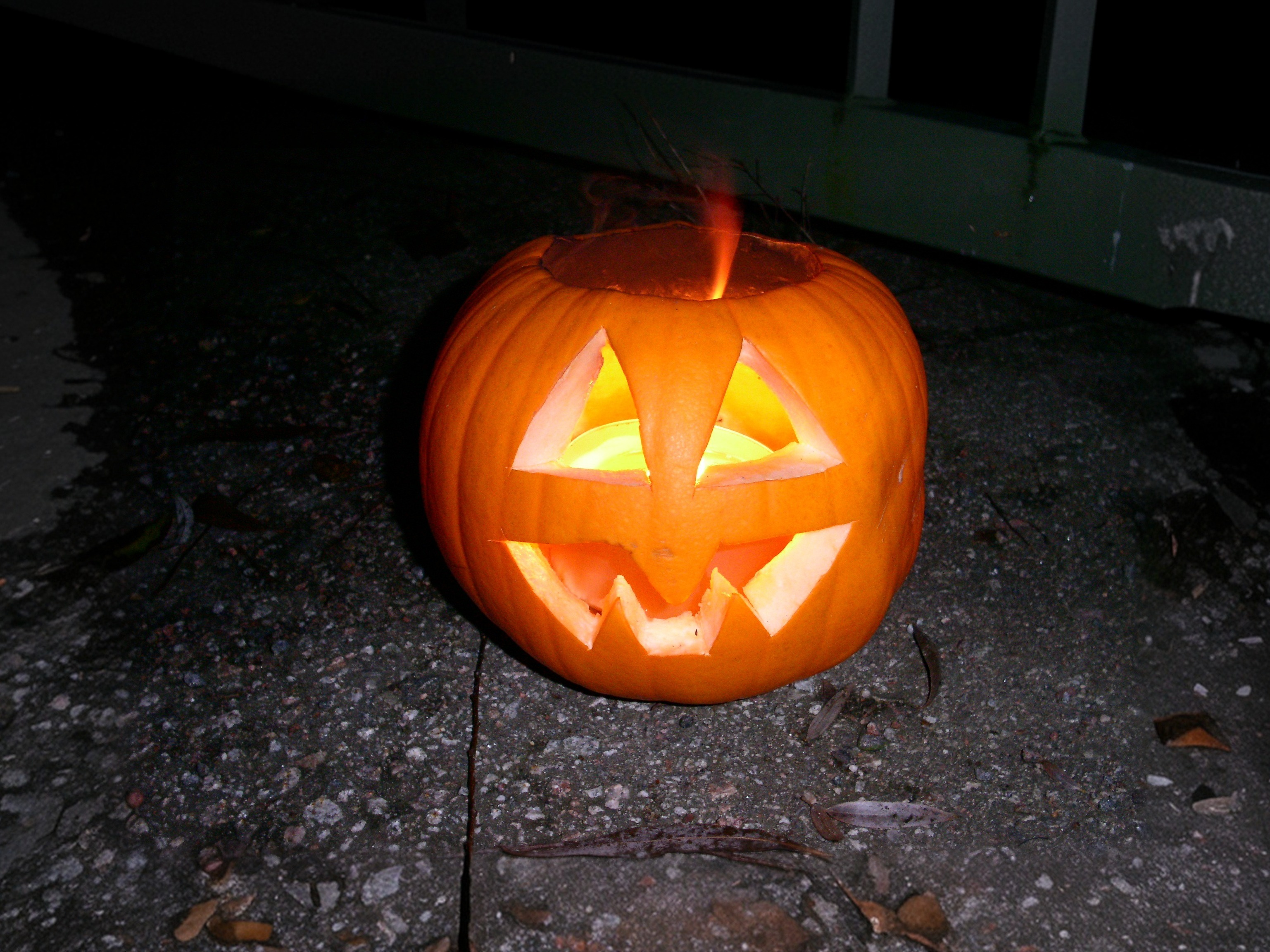
Португальською мовою черепи, різьблені з рослин ліхтарі (в основному з гарбуза) називають «коко» або «кока»

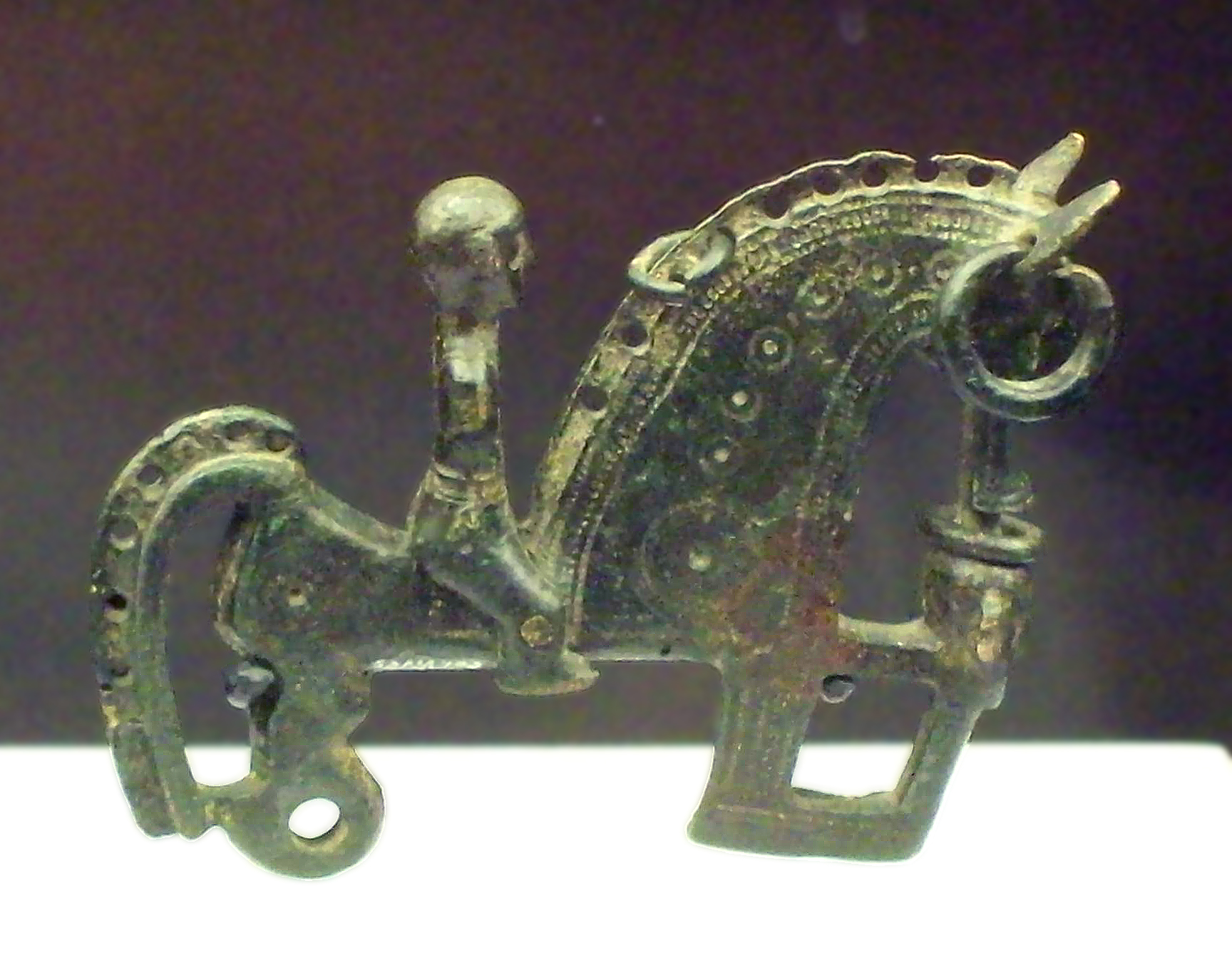
Бронзова фібула, зроблена в вигляді воїна, котрий несе відрубану голову

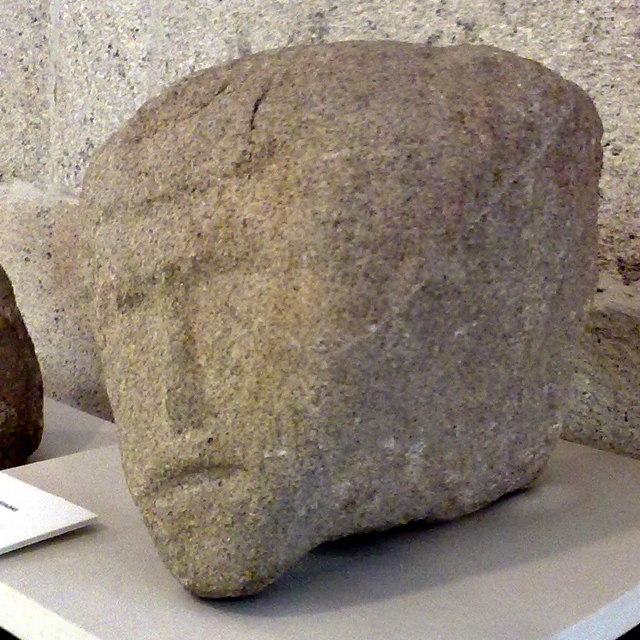
«Відрубана голова» з лузітанської міфологій

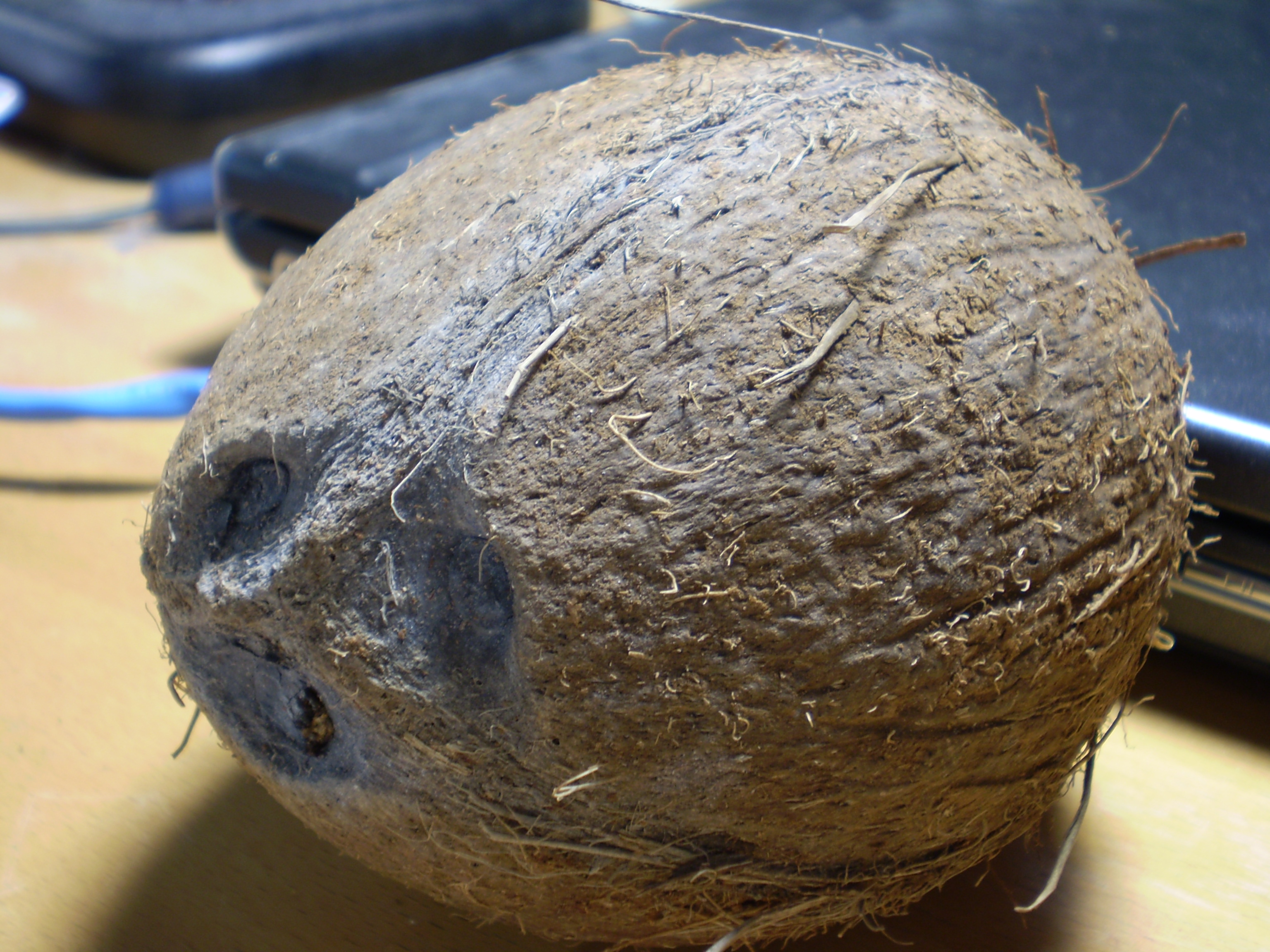
Моряки Васко да Гама назвали плід полінезійської пальми «коко». Саме звідси пішло слово «кокос»

Традиційно в Португалії коко зображується у вигляді різьбленого рослинного ліхтаря, виготовленого з гарбуза з двома очима і ротом, зі свічкою всередині, щоб налякати людей, або представляється як бронзова фібула, зроблена у вигляді воїна, що несе відрубану голову. Іноді голови-гарбузи одягають на дерев'яні кілки так, як колись, вішали голови ворогів на списи воїни Іберії.
У 1498 році моряки Васко да Гама назвали плід полінезійської пальми «Коко», бо він нагадував багатьом про міфічну істоту. Слово «кокос», якраз, пішло саме звідси.
Рафаель Блюто (Rafael Bluteau) (1712) пише, що коко і кока повинні виглядати як черепи в Португалії: «Коко або Кока. Скористаємося цими словами, щоб лякати дітей, тому що Коко має на своїй зовнішній поверхні три отвори, що надають їй вигляду черепа».
У першій половині XX століття, коко був невід'ємною частиною урочистостей, таких як День всіх покійних вірних і ритуального жебрацтва Pão-por-Deus (хліб в ім'я Бога): «У місті Коїмбра, де ми зараз знаходимося, групи дітей ходять на 31 жовтня, 1 і 2 листопада, ближче до ночі, з порожнистим гарбузом з отворами, які надавали йому вигляду черепа. Всередині гарбуза перебувала палаюча свічка, що надавало їй більш похмурого вигляду».

### Плащ з капюшоном

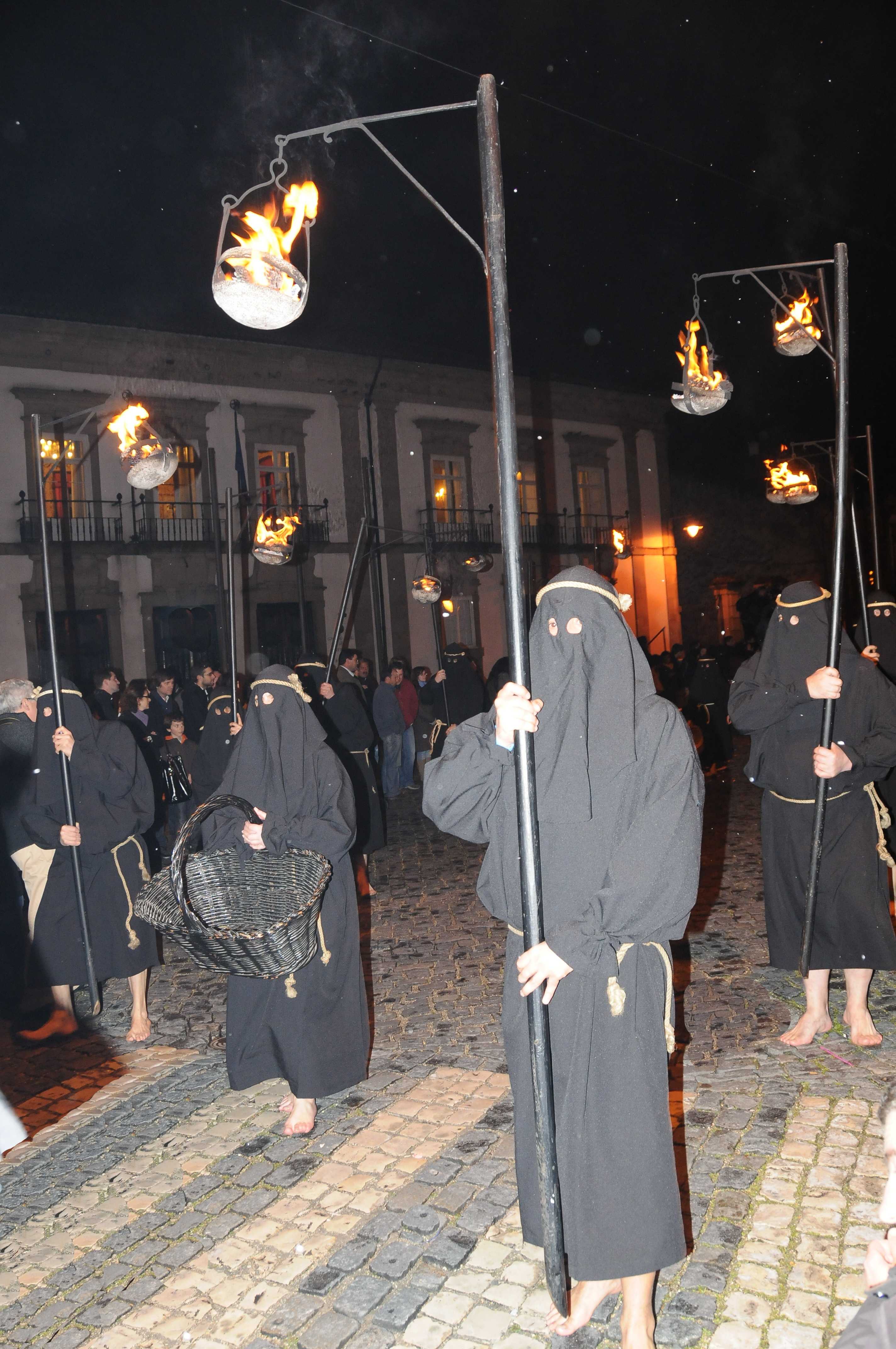
Процесія «Се Людини» у Великий четвер, в Бразі, Португалія

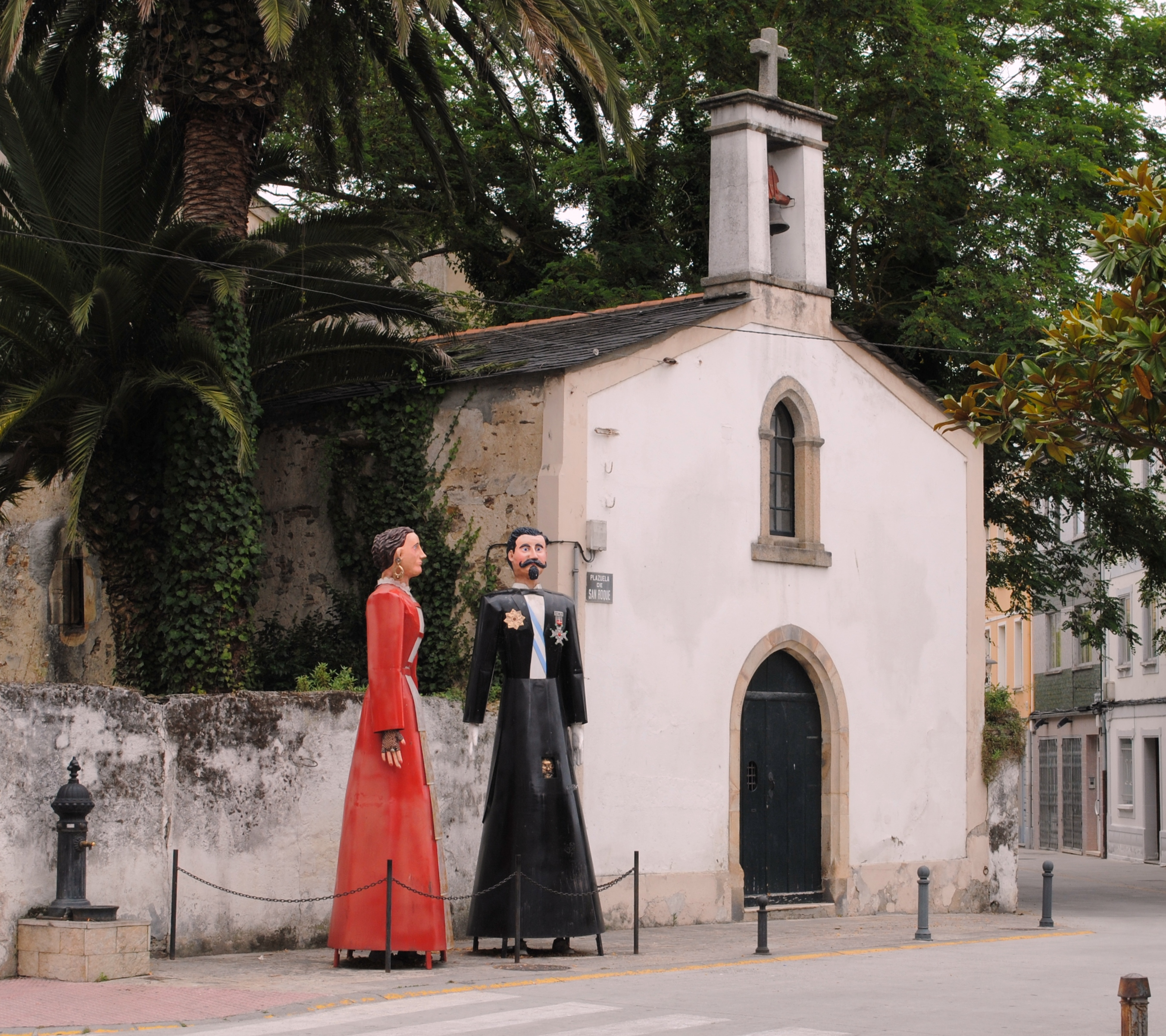
Кокос, уявлення коко і кока в Рібадео. Традиція походить з XIX століття.

У Португалії словом кока називали плащ з капюшоном, а також цим словом називали чорну весільну сукню. У місті Портімау під час святкування Страсного тижня, організованого Католицьким Братством, процесію очолює чоловік, одягнений в чорний плащ з капюшоном, який повністю закривав його обличчя і в якому було три отвори для очей і рота. Глашатай оголошував про смерть Христа. Цей чоловік носив ім'я «кока» або «смерть». Так називали плащ з капюшоном і чоловіка, котрий його носив.
У 1498 році португальський король Мануел I дав дозвіл Католицькому Братству Милосердя збирати кістки й тих, хто висів на шибеницях, які були засуджені до смертної кари, і ховати їх щороку на День усіх Святих.

### У сучасній культурі
- У романі Злодій Півночі, головний противник Ель Кукуй — психопатичне, владолюбне опудало у вигляді мертвої дитини.
- Професор Мануель Медрано описує Кукуя з популярної іспанської та португальської легенди, як невеликого гуманоїда з палаючими червоними очима, який ховається в шафах і під ліжком. «Можливо це мертва дитина, яка стала жертвою насильства… і тепер вона жива», — сказав Медрано, посилаючись на книгу Ксав'є Гарза «Моторошні Істоти та інші Кукуї», датована 2004 роком.
- Ель Кукуй (Бугімен) є головним антагоністом у фільмі Бугимен і його продовженнях.
- В 2013 році вийшла серія 3-го сезону телесеріалу Грімм під назвою «Ель Кукуй», де головним антагоністом є Кукуй з іспанської легенди. При цьому він представлений як істота, що вбиває негідників за проханнями і благаннями людей, котрих вони скривдили.